# Tyndare
Dans la mythologie grecque, Tyndare (en grec ancien Τυνδάρεως / Tundáreôs) est un roi légendaire de Sparte.

## Mythe
Il est le fils de Périérès ou d'Œbale et de Gorgophoné. Dépossédé du trône de son père par son demi-frère Hippocoon, il fuit en Étolie où il épouse Léda. Il est réinstallé sur le trône par Héraclès.
Séduite par Zeus transformé en cygne, Léda donne naissance à deux œufs. L'un contient Pollux et Hélène, enfants de Zeus, et l'autre Clytemnestre et Castor, enfants de Tyndare. Tyndare et Léda seront également parents de Phébé.
Il reçoit à sa cour Ménélas, prince exilé de Mycènes. Après que celui-ci a épousé Hélène, il lui lègue le royaume de Sparte. Selon Lucien de Samosate, Asclépios, quand il était élève de Chiron, rendit la vie à Tyndare ; cet évènement provoqua la colère de Zeus.
Il est un personnage de la tragédie Oreste d'Euripide.

## Honneurs
- (8125) Tyndare, astéroïde.